# Средиземноморски регион (Турция)
Средиземноморският регион е сред 7-те географски региони на Турция.
Простира се по крайбрежието на Средиземно море и в южната част на Анадола. Ширината му варира между 120 – 180 км. На запад и северозапад граничи с Егейския регион, на север от него е Централен Анадол, на изток до граничи с Югоизточен Ададол и на юг има излаз на Средиземно море. Регионът има граница със Сирия на югоизток. Границите на този и на другите географски региони в Турция не се припокриват с границите на вилаетите в Турция, по подобие на областите в България и църковните епархии на БПЦ.

## География

### Положение
Средиземноморският регион, който е получил наименованието си от Средиземно море, граничи с Егейския регион на запад и северозапад, с региона Централен Анадол на север, с Източен Анадол на североизток и с Югоизточен Анадол на изток.
Крайбрежието започва на югоизток от Егейския регион и достига до границата със Сирия, на протежение от 800 км, с брегова линия 1600 км.
Релефът на региона е планински. Северната му рамка са Тавърските планини (Toros Dağları) с дяловете Елмаклъ, Бейдаалар, Султан, Болкар, Хайдар и платото Ташели. В масива Аладаалар е най-високиятвръх Демиркоз (3756 м). През планините към морето водят важните проходи Чубук, Серавул, Гюлек и Белен.
Топящите се снегове подхранват реките Сейхан и Джейхан, които протичат през плодородната низина Чукурова и нейното продължение Джейхан (на името на реката). Чукурова се сравнява от географите по плодородие, изобилие и богатство с Калифорния и Флорида, защото в нея отлично виреят портокали, мандарини, банани, фъстъци, мак, анасон, памук, маслодайна роза и др.
На изток от платото Ташели, между градовете Анамур и Мерсин, се простира областта Ичел, която лежи край морския бряг срещу остров Кипър. Град Мерсин носи името на областта Ичел, нещо, което често се случва с турските градове и области. През Ичел протича река Гьоксу, която завършва с плодородната делта и алувиалната низина Селифке. В областта Хатай е низината Амик, която от брега навлиза във вътрешността по река Аси (Оронт). Тук е град Антакия, който също носи името на областта Хатай. На 14 км от Анталия е живописният водопад Дюден. Много красива и интересна е карстовата планинска област „Езерна Турция“. В нея са сладководните езера Бейшехир, Еиридир, Карагьолю (Черното езеро), Авлон, Суула и солените Бурдур и Аджъгьол.

### Климат
Климатът в низините е типичен средиземноморски, с горещо сухо лято и дъждовна, мека зима. Отлично виреят вечнозелени храсти и дървета – палми маслини, цитруси и топлолюбиви земеделски култури. Планините са покрити с гори. В региона са 18 % от горите в Турция. Климатът във високите части на региона е планински.

### Население
Според преброяването през 2007 г. населението на Средиземноморския регион се състои от приблизително 8,9 милиона души. Средиземноморският регион е по-малко населен в сравнение с други географски региони на Турция. а гъстота на населението е най-малка в платата Теке и Ташели, понеже те са в планински район. Тъй като в Средиземноморския регион има достатъчно валежи, населението е разпръснато във всичките му части.

### Провинции
В региона има 8 вилаета:
1. Анталия – на Средиземно море
2. Мерсин – на Средиземно море
3. Адана – на Средиземно море
4. Хатай (адм. ц. Искендерун) – на Средиземно море, граничи със Сирия
5. Бурдур
6. Испарта
7. Османие
8. Кахраманмараш

## Икономика
Средземноморският регион се дели на 2 подрайона – Адански и Анталийски. Функционират 3 свободни безмитни зони: в Анталия, Мерсин (над 1 млрд. Долара оборот) и Адана – Юмурталък. Големи градове – промишлени, търговски и културни центрове са Анталия, Мерсин, Адана, Искендерун и Антакия. Рядко са населени платото Ташели и полуостров Таке. В езерна Турция са градовете Ъспарта и Бурдур.
На региона се падат 10 % от промишленото производство на Турция. На Средиземноморския регион се падат 10 % от селскостопанската продукция на Турция: 12 – 13 % от пшеницата и царевицата, 90 % от фъстъците, 50 % от цитрусите, 100 % от бананите, 50% от памука и ориза, 30 % от баклата, 95 % от сусама, 50 % от маслините, 100% от гюловото масло.

### Розова долина
Ъспарта е столицата на турската Розова долина. Турция, наред с България е бодещ производител и зиносител на розово масло. На световния пазар турското гюлово масло се продава по 2800 долара за килограм, а българското – по 3800 долара. Един литър масло се получава от 3 тона цвят, събиран от 5 декара рози. Гюлово масло и гюлова водасе извличат във фабриката „Гюлбирлик“ в град Ъспарта. Градът е прочут и с изработването на красиви килими, захари др. В тази област живеят 10 % от населението на Турция.

### Туризъм
Благоприятните климатични условия, природните красоти и историческите богатства в крайбрежната част на региона, дават възможност за развитие на туризма. Туризмът е важен за икономиките на градове като Анталия, Алания, Сиде, Каш, Калкан, които са основните морски курорти в този регион. Руините на исторически градове като Олимп и Патара, които са оставени от древните средиземноморски цивилизации, са важни туристически атракции. Карстовите форми, обхващащи големи площи в региона, са природна забележителност. Има голям интерес към многото национални паркове и международните фестивали, което допълнително допринася за развитието на туризма в Средиземноморския регион. В региона има отлични условия за туризъм. На 30 км от Анталия, т.нар. „Перла на турското Средиземноморие“, в планината Чан е интересната пещера Караин. Край Анталия е пещерата Дамлаташ, край Бурдур е пещерата Инсую, а край Силифке е Райската пещера. Между Мармарис и Фетхие е курортното селище Дашан. В местността Изтузу, на морския бряг идват да снасят яйца морски костенурки. Затова мястото е обявено за резерват. Наблизо има кални бани и много рибни ресторанти. На 50 км. от Анталия е зимният курорт Саклъкент, в планината Бакарлъ. Анталия е великолепен курорт с чудесни плажове, в които къпането в морето е възможно през 9 месеца от годината. Пещерите Белдиби, на 10 км. западно от Анталия и Караш, на 27 км. северно от града, имат въздух с качества за лечение на астма и други белодробни заболявания. Много красиви са Дюденските водопади, на 10 км от Анталия, водопадите Манавгат и Куршунлу, както и каньонът на река Гьоксу с пътека край отвесните скали.

## Галерия
- Кьопрюлю Каньон, вилает Бурдур
- Ъспарта, континентална Турция
- Пристанището на Калкан
- Анталия, туристически център
- Мерсин, пристанище и курорт
- Антакия, Южна Турция
- Искендерун, съседен на Антакия
- Кахраманмараш, без излаз на море